# Oswald af East Anglia
Oswald  var en angelsaksisk konge over East Anglia i 870'erne efter Edmund Martyrens død. Det findes ingen skriftlige kilder bevaret om hans regeringstid, men mønter med hans navn er blevet fundet.
Ved Edmund Martyrens død tyder det på at Oswald og Æthered regerede East Anglia som klinetkonger indtil Gudrum vendte tilbage til East Anglia i 880. Det er muligt at det east angliske aristokrati i høj grad var blev udryddet af vikingernes angreb, der også restulterede Edmunds død, og i årene under Oswald, Æthelred og Gudrum var der er periode med oprør og modstand mod det danske overherredømme. Vikingerne herskede East Anglia fra Oswald tiltrådte indtil 920, hvor kongeriget blev en del af Kongeriget England efter danerne var blevet slået af Edvard den Ældre.
Oswald kendes kun fra mønter slået under hans regeringstid. Mønter og sølvbarre blev brugt i denne periode, hvor vikingerne fortsatte den angelsaksiske tradition med at producerer sølvpennier. Der kendes til otte mønter fra Æthelreds og Oswalds regeringstid, hvorimod der kendes til over 200 mønter fra Oswalds forgænger, Edmund.
Nogle få mønter med Oswalds navn blev fundet i 1840 som en del af Cuerdale-skatten. Mønterne kan dateres til mellem 870'erne og 900'erne, efter Edmunds død. Én mønt blev fermstillet af en møntslåer hvis navn startede med Beor... og er af tempel-typen, mens en anden er en alpha-mønt, der var almindeligt på angelsaksiske mønter.

## I populærkulturen
Oswald optræder i computerspillet Assassin's Creed Valhalla fra 2020, der foregår i 870'erne og 880'erne, hvor spillets hovedkarakter, Eivor, hjælper Oswald til magten.